# Mont Garizim
La muntanya Garizim (en hebreu הַר גְּרִזִים) coneguda en l'actualitat com Jebel et Tur (Har Garizim), i la muntanya Ebal es troben al cor del districte de Samaria.

## Situació geogràfica
Aquestes muntanyes, les més altes de la regió, estan una davant de l'altra i protegeixen un important congost. Entre les dues muntanyes s'estén la fèrtil vall de Siquem, en el qual es troba la moderna Nablus. Siquem, una ciutat forta i important de Canaan abans que els israelites entressin a la Terra Promesa, era a l'extrem oriental de la vall, al voltant de 1,5 km a l'est de Nablus. La situació estratègica de Garizim i Ebal els va conferir importància militar i política, a part de la importància religiosa que ja tenia la zona.
El cim de la muntanya Garizim s'eleva uns 870 m sobre la mar Mediterrània, i encara que té uns 60 m menys d'altitud que la muntanya Ebal, ofereix una excel·lent panoràmica. Des d'allà es pot veure al nord el pic nevat de la muntanya Hermon, cap a l'est s'estén la fèrtil vall del riu Jordà, al sud trobem les muntanyes del territori d'Efraïm i, finalment, el blau Mediterrani a l'oest.

## Bíblia
Abraham havia plantat la seva tenda "a prop dels arbres grans de Moré", entre les muntanyes Garizim i Ebal. Jacob també va acampar als voltants. Més endavant, durant la conquesta israelita de Canaan, el poble es va ajuntar entre Garizim i Ebal diverses vegades.

## Arqueologia
A la muntanya Garizim s'hi va construir cap al segle IV a.n.e. un temple samarità que volia rivalitzar amb el de Jerusalem i que va ser destruït a l'any 128 a.n.e. Segons la tradició, el va destruir Joan Hircà I.
Tal com es veu en antigues monedes trobades a Nablus, en un temps a la part nord-oest de la muntanya Garizim havia un temple dedicat a Zeus, al qual s'accedia pujant, segons es calcula, uns 1.500 esglaons. Al segle V es va construir una església al cim de la muntanya, i posteriorment l'emperador romà d'Orient Justinià I va edificar una altra al mateix lloc. Es creu que les ruïnes descobertes allà recentment pertanyen a l'època de Justinià I.